# Jacaranda pulcherrima
Jacaranda pulcherrima là một loài thực vật có hoa trong họ Chùm ớt. Loài này được Morawetz mô tả khoa học đầu tiên năm 1979.